# Church of the Poison Mind
Church of the Poison Mind è un singolo del gruppo musicale britannico dei Culture Club, estratto dal loro secondo album Colour by Numbers, del 1983.
La canzone ha raggiunto il secondo posto nel Regno Unito, non riuscendo a superare Let's Dance di David Bowie. È anche entrata nella Top 10 negli Stati Uniti e in Canada. In America stava scalando le classifiche, fino a quando Karma Chameleon non venne pubblicato in 45".

## I formati 7" e 12"
Church of the Poison Mind viene pubblicata in quattro formati: il formato 7" con Man Shake (messo in commercio in UK, Canada, Australia, Francia, Germania, Italia, Giappone, Paesi Bassi, Portogallo, Svezia); il formato 7" con Mystery Boy (distribuito negli USA ed in Perù); il formato 12" con Man Shake e Mystery Boy (pubblicato in UK, Australia, Germania, Grecia [con una copertina diversa], Italia, Messico); il formato 12" con I'll Tumble 4 Ya (extended dance mix) (posto in vendita in Canada).

## Classifiche
| Classifica (1983)             | Posizione massima |
| ----------------------------- | ----------------- |
| Australia                     | 4                 |
| Austria                       | 12                |
| Belgio (Fiandre)              | 9                 |
| Canada                        | 5                 |
| Germania                      | 23                |
| Irlanda                       | 2                 |
| Italia                        | 12                |
| Norvegia                      | 11                |
| Nuova Zelanda                 | 9                 |
| Paesi Bassi                   | 11                |
| Regno Unito                   | 2                 |
| Stati Uniti                   | 10                |
| Stati Uniti (mainstream rock) | 17                |
| Svezia                        | 13                |